# Johannes Bodenmann
Johannes Bodenmann (* 4. Oktober 1858 in Herisau, Appenzell Ausserrhoden; † 19. Juni 1939 in Chicago; heimatberechtigt in Urnäsch) war ein Schweizer Inhaber einer Gross-Stickerei in Chicago.

## Leben
Johannes Bodenmann war ein Sohn des Käse- und Butterhändlers Johannes Bodenmann. Nach abgebrochener Uhrmacherlehre fuhr er 1877 als Schiffsjunge nach Nordamerika (Staat New York), wo er sich vom Handlanger zum Stickmaschinenbesitzer und zuletzt zum Grossunternehmer hocharbeitete.
1885 heiratete Johannes Baumann Bertha Schoch, eine Tochter des Gemeinderats, Gemeinderichters, Dachdeckers und Schindelhändlers Johann Kaspar Schoch.
Ab 1890 war Johannes Bodenmann Besitzer des bedeutenden Stickereiunternehmens Chicago Embroidery Company in Chicago. Er war Präsident des Grütli- und Schweizer-Vereins sowie der Vereinigten Schweizer-Vereine Chicago, der Wohltätigkeitsgesellschaft Chicago und ab 1924 des Nordamerikanischen Schweizerbundes.